# اچ‌ام‌اس بمبئی (۱۸۰۵)
اچ‌ام‌اس بمبئی (۱۸۰۵) (به انگلیسی: HMS Bombay (1805)) یک کشتی بود که طول آن ۱۳۵ فوت ۰ اینچ (۴۱٫۱۵ متر) بود. این کشتی در سال ۱۷۹۳ ساخته شد.